# جاسبر سيمونز
جاسبر سيمونز (بالإنجليزية: Jasper Simmons)‏ هو لاعب كرة القدم الكندية أمريكي، ولد في 20 أغسطس 1989 في بينساكولا في الولايات المتحدة.